# جوزيف أكويسوني
جوزيف أكويسوني (1 يناير 1943 - 17 فبراير 2019) (بالفرنسية: Joseph Akouissone)‏ هو مخرج سينمائي وممثل وصحفي من إفريقيا الوسطى.

## مسيرته
ولد أكويسوني في بانغاسو سنة 1943. أكمل دراسته الثانوية في ثانوية بانغي التقنية. انتقل إلى فرنسا عام 1985 لدراسة الرياضيات والهندسة. وبدلاً من الاستمرار في هذا المسار، أخذ دورات سمعية بصرية في المدرسة التطبيقية للدراسات العليا بباريس، وأعد أطروحة للدراسات العليا تحت إشراف جان روش حول الإثنوغرافيا.
في عام 1975، أخرج أول فيلم قصير له بعنوان جوزيفا (Josepha)، ويدور حول موضوع المرأة السوداء في أوروبا. وبتكليف من وزارة التعاون في فولتا العليا، أخرج أكويسوني فيلم مهرجان دي رويان" (Festival de Royan) سنة 1977، وهو فيلم قصير مدته نصف ساعة عن فرق الموسيقيين والراقصين في المهرجان. في عام 1980، أنتج فيلم (Dieux Noirs du State) للتلفزيون الفرنسي. في العام التالي، أخرج أكويسوني أول فيلم وثائقي تم تصويره في جمهورية إفريقيا الوسطى، وهو (Un homme est un homme). في عام 1982، أخرج أكويسوني فيلم (Zo Kwè Zo)، الذي حصل على جائزة أفضل فيلم في قائمة الفائزين بجوائز المهرجان الأفريقي للسينما والتلفزيون، وكذلك جائزة لجنة السينما التلفزيونية الدولية الممنوحة من اليونسكو.
خلال الثمانينيات، كان بعمل في تلفزيون (France 3 Limousin). تقاعد في عام 2007، لكنه ظل نشطًا بعد التقاعد، وكتب مدونة. توفي أكويسوني في 17 فبراير 2019 عن عمر يناهز 76 عامًا.

## أعماله
- 1975: Josepha (مخرج)
- 1977: Festival de Royan (مخرج)
- 1978: Safrana or Freedom of Speech (ممثل)
- 1980: Dieux Noirs du State (مخرج)
- 1981: Un homme est un homme (مخرج)
- 1982: Zo Kwè Zo (مخرج)
- 1985 Burkina Cinema (مخرج)
- 1987: FESPACO Images 87 (مخرج)
- 1989: Africa Cinema (مخرج)

## روابط خارجية
- جوزيف أكويسوني على موقع IMDb (الإنجليزية)